# Ostras en brocheta

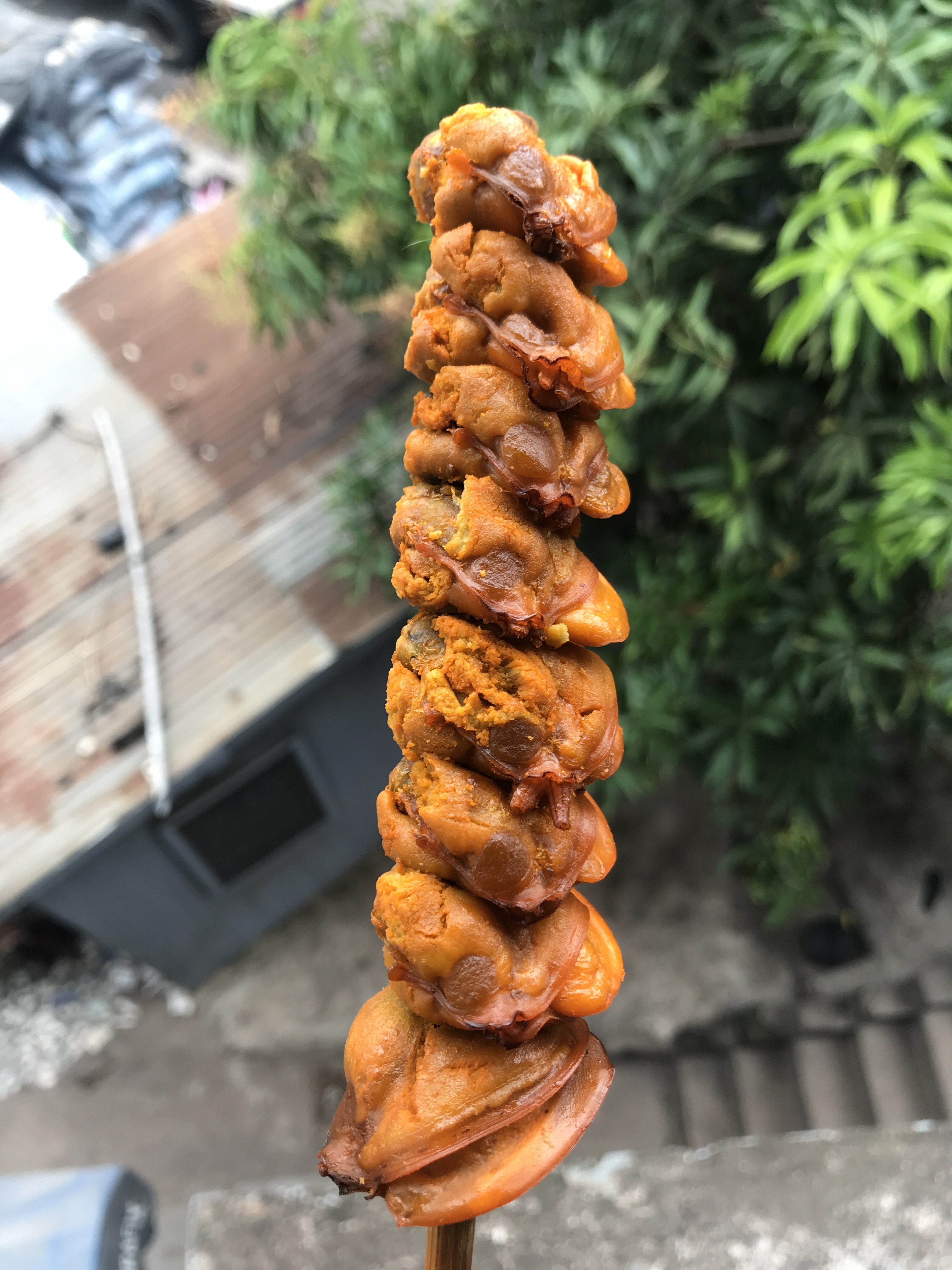
Ostras en una brocheta

Las ostras en brocheta (en inglés oysters en brochette) son un plato clásico de cocina criolla de Nueva Orleans, consistente en ostras crudas ensartadas, alternadas con trozos de panceta parcialmente cocinada. El pincho final se empana (normalmente con harina de maíz) y se fríe o saltea. La presentación tradicional es sobre triángulos de tostada con el pincho retirado y cubierta con salsa meunière. 

## Características
Cuando se prepara correctamente, tiene un exterior crujiente y un centro suave y sabroso, con un contraste entre las texturas de la panceta y la ostra. Suele ofrecerse en las cartas de los restaurantes como aperitivos, pero también fue un entrante popular. Hace tiempo fue omnipresente en los restaurantes de Nueva Orleans. Actualmente se ve raras veces (sin duda debido a las preocupaciones para la salud de la combinación de ostras fritas, panceta frita y mantequilla). Aún puede encontrarse una versión ejemplar en Galatoire's.
Una variante servida como aperitivo son los angels on horseback, en el que ostras individuales se envuelven en lonchas de pancetas parcialmente cocinadas, ensartada cada una en un mondadientes, enharinadas y fritas, que se sirven con una salsa para mojar.
- Datos: Q7116380